# Southampton Solent-universiteit
Southampton Solent University (SSU) is een universiteit in Southampton (Verenigd Koninkrijk). De voornaamste campus bevindt zich aan East Park Terrace nabij het stadscentrum.

## Geschiedenis
De oorsprong van SSU gaat terug tot 1856, toen de Southampton School of Art, een privéschool, gesticht werd. Later werd dit het Southampton College of Art. In 1978 fuseerde ze met het Southampton College of Technology; zo ontstond het Southampton College of Higher Education. In 1984 kwam de School of Navigation in Warsash erbij en veranderde het geheel opnieuw van naam; het werd nu het Southampton Institute of Higher Education. Die kreeg in 2005 de status van universiteit. Omdat er reeds een Universiteit van Southampton bestond, koos men voor de naam Southampton Solent University. De eerste chancellor (vergelijkbaar met rector magnificus) van de universiteit, Sir (later Lord) Alan West, werd benoemd in 2006.

## Faculteiten
De universiteit heeft drie faculteiten:
- Faculty of business, sport and enterprise (o.a. management, recht, toerisme, sportwetenschappen)
- Faculty of the creative industries and society (o.a. productdesign, mode, fotografie, grafisch ontwerp, journalistiek en media, psychologie en criminologie)
- Maritime and technology faculty (maritieme en ingenieurswetenschappen)

## Alumni
Enkele bekende oud-studenten zijn:
- Bradley Banda, Gibraltarees voetbaldoelman
- Paul Goodison, olympisch kampioen zeilen (laserklasse) in 2008
- Jenny Packham, Britse modeontwerpster
- Sean Yazbeck (studeerde af aan het Southampton Institute of Higher Education; winnaar van de Britse reality-serie The Apprentice in 2006)